# FENEX
FENEX (de Nederlandse Organisatie voor Expeditie en Logistiek) behartigt de belangen van Nederlandse expediteurs (organisatoren van goederentransporten) en andere logistieke dienstverleners. Ook adviseert FENEX haar leden op juridisch en douanegebied, ontwikkelt ze standaarddocumenten voor de branche en verzorgt opleidingen op het terrein van expeditie, logistiek en douanewetgeving.